# Georges Béaruné
Georges Béaruné, né le 27 juillet 1989, est un footballeur international néo-calédonien qui évolue au poste de défenseur en faveur de l'AS Magenta en Super Ligue de Nouvelle-Calédonie,.